# Discografia di Lana Del Rey
Questa è la discografia di Lana Del Rey, cantante statunitense.
Al luglio 2014 ha venduto un totale di otto milioni di album e dieci milioni di singoli in tutto il mondo.
Born to Die, l'album che ha registrato le suddette vendite, ha raggiunto la prima posizione nelle classifiche di Grecia, Austria, Svizzera, Regno Unito e altri paesi europei. Ha inoltre scalato la classifica degli album in Australia, raggiungendo la vetta e conseguendo il disco di platino.
Con la pubblicazione del suo terzo EP, Paradise, Del Rey ha ottenuto un debutto nella top ten degli Stati Uniti al numero 10 della Billboard 200 con 67 000 copie vendute nella prima settimana.
Il suo terzo album in studio, Ultraviolence, ha scalato le classifiche mondiali dandole la sua prima numero uno negli Stati Uniti, e vendendo oltre 182 000 copie nella sua prima settimana di pubblicazione.
Honeymoon, quarto album in studio, debutta al secondo posto nella classifica Billboard 200 con 206 000 copie nella prima settimana di pubblicazione, dando alla cantante il terzo miglior debutto da parte di un'artista femminile nel 2015.
Il quinto album in studio di Lana Del Rey, Lust for Life, viene pubblicato il 21 luglio 2017, a quasi due anni di distanza dal precedente. Anticipato dai singoli Love e la title track Lust for Life, il disco, composto da 16 tracce, vanta le collaborazioni con ASAP Rocky, Playboi Carti, Stevie Nicks, The Weeknd e Sean Ono Lennon.
Norman Fucking Rockwell!, sesto album di Del Rey, viene pubblicato il 30 agosto 2019 anticipato da Mariners Apartment Complex, Venice Bitch, Hope Is a Dangerous Thing for a Woman like Me to Have - but I Have It, Fuck It, I Love You e The Greatest e viene riconosciuto come uno dei dischi migliori del decennio, oltre che come lavoro migliore della cantante.
Il 28 luglio 2020 viene pubblicato il primo audiolibro di Lana Del Rey, Violet Bent Backwards over the Grass, contenente alcune poesie provenienti dall'omonimo libro. L'album parlato è anticipato dalla pubblicazione della poesia LA Who Am I to Love You.
Il 19 marzo 2021 è uscito il settimo album della cantante, Chemtrails over the Country Club, anticipato da Let Me Love You like a Woman e dalla title track. Il 22 ottobre dello stesso anno viene pubblicato Blue Banisters, ottavo album anticipato dai singoli Text Book, Blue Banisters, Wildflower Wildfire e Arcadia.

## Album

### Album in studio
| Anno | Titolo e dettagli | Posizione massima | Posizione massima | Posizione massima | Posizione massima | Posizione massima | Posizione massima | Posizione massima | Posizione massima | Posizione massima | Posizione massima | Vendite                                                                 | Certificazioni |
| Anno | Titolo e dettagli | AUS               | AUT               | CAN               | FRA               | GER               | IRE               | ITA               | SWI               | UK                | US                | Vendite                                                                 | Certificazioni |
| ---- | --- | ----------------- | ----------------- | ----------------- | ----------------- | ----------------- | ----------------- | ----------------- | ----------------- | ----------------- | ----------------- | ----------------------------------------------------------------------- | --- |
| 2010 | Lana Del Ray A.K.A. Lizzy Grant - Pubblicato: 4 gennaio 2010 - Etichetta: 5 Points - Formato: Download digitale                                                  | —                 | —                 | —                 | —                 | —                 | —                 | —                 | —                 | —                 | —                 |                                                                         | |
| 2012 | Born to Die - Pubblicato: 27 gennaio 2012 - Etichetta: Stranger, Interscope, Polydor - Formato: CD, LP, download digitale, streaming                             | 1                 | 1                 | 3                 | 1                 | 1                 | 1                 | 5                 | 1                 | 1                 | 2                 | - US: 1.500.000+ - FRA: 1.000.000+ - UK: 900.000+ - Mondo: 12. 000.000+ | - US: Platino (5) - AUS: Platino (4) - AUT: Platino (2) - CAN: Platino (5) - FRA: Diamante - GER: Oro (9) - IRE: Platino (2) - ITA: Platino (3) - SWI: Platino (2) - UK: Platino (5) |
| 2014 | Ultraviolence - Pubblicato: 16 giugno 2014 - Etichetta: Stranger, Interscope, Polydor - Formato: CD, LP, download digitale, streaming                            | 1                 | 5                 | 1                 | 2                 | 3                 | 2                 | 2                 | 2                 | 1                 | 1                 | - US: 529.000+ - FRA: 70.000+ - UK: 230.369 - Mondo: 2.900.000+         | - USA: Platino - AUS: Platino - CAN: Platino (2) - UK: Platino - FRA: Platino - ITA: Platino                                                                                         |
| 2015 | Honeymoon - Pubblicato: 18 settembre 2015 - Etichetta: Stranger, Interscope, Polydor - Formato: CD, LP, download digitale, streaming                             | 1                 | 4                 | 3                 | 3                 | 4                 | 1                 | 2                 | 3                 | 2                 | 2                 | - US: 105.000+ - FRA: 35.000+ - UK: 126.078 - Mondo: 1.500.000+         | - USA: Oro - AUS: Oro - BRA: Oro - CAN: Platino - FRA: Oro - GER: Oro - ITA: Oro - POL: Oro - UK: Oro                                                                                |
| 2017 | Lust for Life - Pubblicato: 21 luglio 2017 - Etichetta: Polydor, Interscope - Formato: CD, LP, download digitale, streaming                                      | 1                 | 5                 | 1                 | 3                 | 8                 | 2                 | 6                 | 2                 | 1                 | 1                 | - US: 107.000+ - UK: 108.773 - Mondo: 1.800.000+                        | - UK: Oro - USA: Oro - FRA: Oro - ITA: Oro |
| 2019 | Norman Fucking Rockwell! - Pubblicato: 30 agosto 2019 - Etichetta: Polydor, Interscope - Formato: CD, LP, download digitale, streaming                           | 4                 | 7                 | 3                 | 4                 | 5                 | 2                 | 5                 | 1                 | 1                 | 3                 | - US: 80.700 - FRA: 31.000 - UK: 31.539                                 | - UK: Oro - ITA: Oro |
| 2021 | Chemtrails over the Country Club - Pubblicato: 19 marzo 2021 - Etichetta: Polydor, Interscope - Formato: CD, LP, download digitale, streaming                    | 2                 | 4                 | 5                 | 3                 | 3                 | 2                 | 7                 | 1                 | 1                 | 2                 | - US: 75.000                                                            | - UK: Argento |
| 2021 | Blue Banisters - Pubblicato: 22 ottobre 2021 - Etichetta: Polydor, Interscope - Formato: CD, LP, download digitale, streaming                                    | 3                 | 8                 | 10                | 7                 | 6                 | 4                 | 18                | 6                 | 2                 | 8                 | - US: 33.000                                                            | - UK: Argento |
| 2023 | Did You Know That There's a Tunnel Under Ocean Blvd - Pubblicato: 24 marzo 2023 - Etichetta: Polydor, Interscope - Formato: CD, LP, download digitale, streaming | 1                 | 4                 | 3                 | 2                 | 3                 | 1                 | 8                 | 4                 | 1                 | 3                 |                                                                         | - UK: Argento |

### Album parlati
| Anno | Titolo e dettagli | Posizioni massime | Posizioni massime | Posizioni massime | Posizioni massime | Posizioni massime | Posizioni massime |
| Anno | Titolo e dettagli | BEL               | FRA               | POL               | SCO               | SPA               | UK                |
| ---- | --- | ----------------- | ----------------- | ----------------- | ----------------- | ----------------- | ----------------- |
| 2020 | Violet Bent Backwards over the Grass - Pubblicato: 28 luglio 2020 - Etichetta: Polydor, Interscope - Formato: CD, LP, digital download, cassette | 47                | 57                | 34                | 11                | 59                | 25                |
| TBA  | Behind the Iron Gates – Insights from the Institution                                                                                            |                   |                   |                   |                   |                   |                   |

### Demo
| Anno | Titolo e dettagli         |
| ---- | ------------------------- |
| 2006 | Sirens - Registrato: 2006 |

### Cofanetti
| Anno | Titolo e dettagli                                                         |
| ---- | ------------------------------------------------------------------------- |
| 2012 | The Singles - Pubblicato: 10 dicembre 2012 - Label: Polydor - Formato: 7" |

## Extended play
| Anno                                                                               | Dettagli | Posizioni massime | Posizioni massime | Posizioni massime | Posizioni massime |
| Anno                                                                               | Dettagli | AUS               | CAN               | NL                | US                |
| ---------------------------------------------------------------------------------- | --- | ----------------- | ----------------- | ----------------- | ----------------- |
| 2008                                                                               | Kill Kill (come Lizzy Grant) - Pubblicato: 21 ottobre 2008 - Etichetta: 5 Points Records - Formati: Download digitale | —                 | —                 | —                 | —                 |
| 2012                                                                               | Lana Del Rey - Pubblicato: 10 gennaio 2012 - Etichetta: Interscope Records - Formati: Download digitale               | —                 | 18                | —                 | 20                |
| 2012                                                                               | Paradise - Pubblicato: 13 novembre 2012 - Etichetta: Interscope Records - Formati: CD, Download digitale, Vinile      | 18                | 10                | 15                | 10                |
| 2013                                                                               | Tropico - Pubblicato: 6 dicembre 2013 - Etichetta: Polydor, Interscope - Formati: Download digitale                   | —                 | —                 | —                 | —                 |
| "—" significa o non pubblicato in quel paese o che non vi è entrato in classifica. | |                   |                   |                   |                   |

## Singoli

### Come artista principale
| Anno | Titolo                                                                | Posizione massima | Posizione massima | Posizione massima | Posizione massima | Posizione massima | Posizione massima | Posizione massima | Posizione massima | Posizione massima | Posizione massima | Album                                               |
| Anno | Titolo                                                                | US                | AUS               | AUT               | CAN               | FRA               | GER               | IRE               | ITA               | SWI               | UK                | Album                                               |
| ---- | --------------------------------------------------------------------- | ----------------- | ----------------- | ----------------- | ----------------- | ----------------- | ----------------- | ----------------- | ----------------- | ----------------- | ----------------- | --------------------------------------------------- |
| 2011 | Video Games                                                           | 91                | 23                | 2                 | 72                | 2                 | 1                 | 6                 | 27                | 2                 | 9                 | Born to Die The Paradise Edition                    |
| 2011 | Born to Die                                                           | —                 | 34                | 10                | —                 | 13                | 29                | 12                | 15                | 13                | 9                 | Born to Die The Paradise Edition                    |
| 2012 | Blue Jeans                                                            | —                 | —                 | —                 | —                 | 16                | —                 | 88                | 49                | 39                | 32                | Born to Die The Paradise Edition                    |
| 2012 | Summertime Sadness                                                    | 6                 | 3                 | 8                 | 7                 | 10                | 4                 | 7                 | 6                 | 3                 | 4                 | Born to Die The Paradise Edition                    |
| 2012 | National Anthem                                                       | —                 | —                 | —                 | —                 | 152               | —                 | —                 | —                 | —                 | 92                | Born to Die The Paradise Edition                    |
| 2012 | Ride                                                                  | —                 | 89                | 63                | —                 | 56                | 44                | 35                | 46                | 20                | 32                | Born to Die The Paradise Edition                    |
| 2013 | Dark Paradise                                                         | —                 | —                 | 42                | —                 | —                 | 45                | —                 | —                 | 48                | —                 | Born to Die The Paradise Edition                    |
| 2013 | Young and Beautiful                                                   | 22                | 9                 | 57                | 45                | 31                | 50                | 16                | 8                 | 31                | 23                | The Great Gatsby: Music from Baz Luhrmann's Film    |
| 2014 | West Coast                                                            | 17                | 44                | 39                | 26                | 34                | 22                | 31                | 18                | 13                | 21                | Ultraviolence                                       |
| 2014 | Shades of Cool                                                        | 79                | 50                | —                 | 52                | 37                | —                 | —                 | 35                | 43                | 144               | Ultraviolence                                       |
| 2014 | Ultraviolence                                                         | 70                | —                 | —                 | 38                | 88                | —                 | —                 | —                 | —                 | 105               | Ultraviolence                                       |
| 2014 | Brooklyn Baby                                                         | —                 | 64                | 63                | 60                | 33                | —                 | —                 | 50                | 16                | 86                | Ultraviolence                                       |
| 2014 | Black Beauty                                                          | —                 | 35                | —                 | —                 | —                 | —                 | —                 | —                 | —                 | 179               | Ultraviolence                                       |
| 2015 | High by the Beach                                                     | 51                | 51                | 56                | 39                | 14                | 75                | 59                | 93                | 58                | 60                | Honeymoon                                           |
| 2015 | Music to Watch Boys To                                                | —                 | —                 | —                 | —                 | 117               | —                 | —                 | —                 | —                 | 186               | Honeymoon                                           |
| 2017 | Love                                                                  | 44                | 41                | 43                | 48                | 12                | 68                | 35                | 53                | 49                | 41                | Lust For Life                                       |
| 2017 | Lust For Life                                                         | 64                | 44                | 51                | 39                | 19                | 65                | 33                | 58                | 48                | 38                | Lust For Life                                       |
| 2017 | Summer Bummer                                                         | 123               | 19                | —                 | 80                | 133               | —                 | —                 | —                 | —                 | 81                | Lust For Life                                       |
| 2017 | Groupie Love                                                          | —                 | —                 | —                 | —                 | 141               | —                 | —                 | —                 | —                 | —                 | Lust For Life                                       |
| 2018 | Mariners Apartment Complex                                            | —                 | 93                | —                 | —                 | 35                | —                 | —                 | —                 | 89                | 79                | Norman Fucking Rockwell!                            |
| 2018 | Venice Bitch                                                          | —                 | —                 | —                 | —                 | 95                | —                 | —                 | —                 | —                 | —                 | Norman Fucking Rockwell!                            |
| 2019 | Hope Is a Dangerous Thing for a Woman like Me to Have - but I Have It | —                 | —                 | —                 | 45                | 68                | —                 | 80                | —                 | —                 | 99                | Norman Fucking Rockwell!                            |
| 2019 | Doin' Time                                                            | 59                | —                 | —                 | 60                | 162               | —                 | —                 | —                 | 74                | 75                | Norman Fucking Rockwell!                            |
| 2019 | The Greatest                                                          | —                 | —                 | —                 | —                 | —                 | —                 | —                 | —                 | —                 | —                 | Norman Fucking Rockwell!                            |
| 2019 | Don't Call Me Angel                                                   | 13                | 4                 | 12                | 7                 | 8                 | 11                | 2                 | 39                | 4                 | 2                 | Charlie's Angels                                    |
| 2019 | Norman Fucking Rockwell                                               | 112               | —                 | —                 | —                 | —                 | —                 | 40                | —                 | —                 | 44                | Norman Fucking Rockwell!                            |
| 2020 | Let Me Love You like a Woman                                          | —                 | —                 | —                 | —                 | —                 | —                 | 60                | —                 | 85                | 87                | Chemtrails over the Country Club                    |
| 2021 | Chemtrails over the Country Club                                      | —                 | —                 | —                 | —                 | —                 | —                 | 44                | —                 | 94                | 58                | Chemtrails over the Country Club                    |
| 2021 | Tulsa Jesus Freak                                                     | —                 | —                 | —                 | —                 | —                 | —                 | —                 | —                 | —                 | 81                | Chemtrails over the Country Club                    |
| 2021 | Arcadia                                                               | —                 | —                 | —                 | —                 | —                 | —                 | —                 | —                 | —                 | —                 | Blue Banisters                                      |
| 2022 | Watercolor Eyes                                                       | —                 | —                 | —                 | —                 | —                 | —                 | —                 | —                 | —                 | 87                | Euphoria                                            |
| 2022 | Did You Know That There's a Tunnel Under Ocean Blvd                   | —                 | —                 | —                 | —                 | —                 | —                 | 87                | —                 | —                 | 98                | Did You Know That There's a Tunnel Under Ocean Blvd |
| 2023 | A&W                                                                   | —                 | —                 | —                 | 84                | —                 | —                 | 37                | —                 | —                 | 41                | Did You Know That There's a Tunnel Under Ocean Blvd |
| 2023 | The Grants                                                            | —                 | —                 | —                 | —                 | —                 | —                 | —                 | —                 | —                 | —                 | Did You Know That There's a Tunnel Under Ocean Blvd |
| 2023 | Say Yes to Heaven                                                     | 54                | 20                | 36                | 34                | 90                | 41                | 8                 | —                 | 18                | 9                 | /                                                   |
| 2023 | Candy Necklace                                                        | —                 | —                 | —                 | —                 | —                 | —                 | 75                | —                 | —                 | 68                | Did You Know That There's a Tunnel Under Ocean Blvd |
| 2024 | Tough (con Quavo)                                                     | 33                | 40                | 32                | 28                | 81                | 38                | 24                | —                 | —                 | 8                 | /                                                   |
| 2025 | Henry, Come On                                                        | —                 | —                 | —                 | —                 | —                 | —                 | —                 | —                 | 88                | —                 | TBA                                                 |
| 2025 | Bluebird                                                              | —                 | —                 | —                 | —                 | —                 | —                 | —                 | —                 | —                 | —                 | TBA                                                 |

### Come artista ospite
| Anno | Titolo                                                   | Album               |
| ---- | -------------------------------------------------------- | ------------------- |
| 2015 | Wait for Life (Emile Haynie feat. Lana Del Rey)          | We Fall             |
| 2018 | Woman (Cat Power feat. Lana Del Rey)                     | Wanderer            |
| 2018 | God Save Our Young Blood (BØRNS feat. Lana Del Rey)      | Blue Madonna        |
| 2020 | Hallucinogenics (Remix) (Matt Maeson feat. Lana Del Rey) | Bank on the Funeral |
| 2023 | Lost At Sea (Rob Grant feat. Lana Del Ray)               | Lost At Sea         |
| 2023 | Hollywood Bowl (Rob Grant feat. Lana Del Ray)            | Lost At Sea         |
| 2023 | Suburban House (Holly Macve feat. Lana Del Ray)          | Time is Forever     |

### Singoli promozionali
| Anno | Singolo                             | Posizione massima | Posizione massima | Posizione massima | Posizione massima | Posizione massima | Posizione massima | Album                                               |
| Anno | Singolo                             | AUT               | FRA               | GER               | SWI               | UK                | US                | Album                                               |
| ---- | ----------------------------------- | ----------------- | ----------------- | ----------------- | ----------------- | ----------------- | ----------------- | --------------------------------------------------- |
| 2012 | Off to the Races                    | —                 | —                 | —                 | —                 | —                 | —                 | Born to Die The Paradise Edition                    |
| 2012 | Carmen                              | —                 | —                 | —                 | —                 | —                 | —                 | Born to Die The Paradise Edition                    |
| 2012 | Blue Velvet                         | 40                | 40                | 49                | 42                | 60                | —                 | Born to Die The Paradise Edition                    |
| 2013 | Burning Desire                      | —                 | —                 | —                 | —                 | 172               | —                 | Born to Die The Paradise Edition                    |
| 2014 | Once Upon a Dream                   | —                 | 122               | —                 | —                 | 70                | 105               | Maleficent                                          |
| 2015 | Terrence Loves You                  | —                 | 128               | —                 | —                 | 188               | —                 | Honeymoon                                           |
| 2015 | Honeymoon                           | —                 | 154               | —                 | —                 | —                 | —                 | Honeymoon                                           |
| 2017 | Coachella - Woodstock In My Mind    | —                 | 82                | —                 | —                 | —                 | —                 | Lust for Life                                       |
| 2019 | Season of the Witch                 | —                 | —                 | —                 | —                 | —                 | —                 | Scary Stories to Tell in the Dark                   |
| 2019 | Lookin for America                  | —                 | —                 | —                 | —                 | —                 | —                 | /                                                   |
| 2019 | Fuck It, I Love You/The Greatest    | —                 | —                 | —                 | —                 | —                 | —                 | Norman Fucking Rockwell!                            |
| 2020 | LA Who Am I to Love You             | —                 | —                 | —                 | —                 | —                 | —                 | Violet Bent Backwards over the Grass                |
| 2021 | Blue Banisters                      | —                 | —                 | —                 | —                 | —                 | —                 | Blue Banisters                                      |
| 2021 | Text Book                           | —                 | —                 | —                 | —                 | —                 | —                 | Blue Banisters                                      |
| 2021 | Wildflower Wildfire                 | —                 | —                 | —                 | —                 | —                 | —                 | Blue Banisters                                      |
| 2023 | Blue Skies (cover)                  | —                 | —                 | —                 | —                 | —                 | —                 | The New Look (Apple TV+ Original Series Soundtrack) |
| 2023 | Take Me Home, Country Roads (cover) | —                 | —                 | —                 | —                 | —                 | —                 | /                                                   |

## Altri brani entrati in classifica
| 2012                                                                               | Radio                                               | —  | 67  | —   | Born to Die                     |
| 2012                                                                               | Without You                                         | —  | —   | 121 | Born to Die                     |
| 2012                                                                               | Dayglo Reflection (Bobby Womack feat. Lana Del Rey) | —  | 138 | —   | The Bravest Man in the Universe |
| 2012                                                                               | Body Electric                                       | —  | 103 | 160 | Paradise                        |
| 2012                                                                               | Bel Air                                             | —  | 105 | 184 | Paradise                        |
| 2012                                                                               | Gods and Monsters                                   | —  | 92  | 150 | Paradise                        |
| 2012                                                                               | Cola                                                | —  | 71  | 120 | Paradise                        |
| 2012                                                                               | American                                            | —  | 84  | 151 | Paradise                        |
| 2012                                                                               | Yayo                                                | —  | 120 | —   | Paradise                        |
| 2014                                                                               | Old Money                                           | —  | 190 | —   | Ultraviolence                   |
| 2014                                                                               | Is This Happiness                                   | —  | 164 | 161 | Ultraviolence                   |
| 2014                                                                               | Florida Kilos                                       | —  | —   | 195 | Ultraviolence                   |
| 2015                                                                               | Prisoner (The Weeknd feat. Lana Del Rey)            | 47 | 113 | 78  | Beauty Behind the Madness       |
| 2016                                                                               | Stargirl Interlude (The Weeknd feat. Lana Del Rey)  | 61 | —   | 51  | Starboy                         |
| 2016                                                                               | Party Monster                                       | 16 | 88  | 17  | Starboy                         |
| 2017                                                                               | 13 Beaches                                          | —  | 195 | —   | Lust for Life                   |
| "—" significa o non pubblicato in quel paese o che non vi è entrato in classifica. |                                                     |    |     |     |                                 |

## Videografia

### Video musicali
| Anno | Titolo                                                                | Direttore                   |
| ---- | --------------------------------------------------------------------- | --------------------------- |
| 2011 | Video Games                                                           | Lana Del Rey                |
| 2011 | Born to Die                                                           | Yoann Lemoine               |
| 2012 | Blue Jeans                                                            | Yoann Lemoine               |
| 2012 | Carmen                                                                | Lana Del Rey                |
| 2012 | National Anthem                                                       | Anthony Mandler             |
| 2012 | Summertime Sadness                                                    | Kyle Newman, Spencer Susser |
| 2012 | Blue Velvet                                                           | Johan Renck                 |
| 2012 | Ride                                                                  | Anthony Mandler             |
| 2013 | Burning Desire                                                        | Ant Shurmer                 |
| 2013 | Young and Beautiful                                                   | Sophie Muller               |
| 2013 | Body Electric                                                         | Anthony Mandler             |
| 2013 | Gods and Monsters                                                     | Anthony Mandler             |
| 2013 | Bel Air                                                               | Anthony Mandler             |
| 2014 | West Coast                                                            | Vincent Haycock             |
| 2014 | Shades of Cool                                                        | Jake Nava                   |
| 2014 | Ultraviolence                                                         | Francesco Carrozzini        |
| 2015 | High by the Beach                                                     | Jake Nava                   |
| 2015 | Music to Watch Boys To                                                | Kinga Burza                 |
| 2016 | Freak                                                                 | Lana Del Rey                |
| 2017 | Love                                                                  | Rich Lee                    |
| 2017 | Lust for Life                                                         | Rich Lee                    |
| 2017 | White Mustang                                                         | Rich Lee                    |
| 2018 | Mariners Apartment Complex                                            | Chuck Grant                 |
| 2018 | Venice Bitch                                                          | Chuck Grant                 |
| 2019 | Fuck It, I Love You!/The Greatest                                     | Rich Lee                    |
| 2019 | Doin' Time                                                            | Rich Lee                    |
| 2019 | Don't Call Me Angel                                                   | Hannah Lux Davis            |
| 2019 | Norman Fucking Rockwell!                                              | Chuck Grant                 |
| 2020 | Let Me Love You like a Woman                                          | Lana Del Rey                |
| 2020 | Summertime (The Gershwin Version)                                     | Lana Del Rey                |
| 2021 | Chemtrails Over The Country Club                                      | TBA                         |
| 2021 | White Dress                                                           | Constellation Jones         |
| 2021 | Hope Is a Dangerous Thing for a Woman like Me to Have - but I Have It | Lana del Rey                |
| 2021 | Arcadia                                                               | /                           |
| 2021 | Arcadia (Alternate Video)                                             | /                           |
| 2021 | Blue Banisters                                                        | /                           |
| 2023 | Candy Necklace                                                        | Rich Lee                    |

## Canzoni scritte per altri artisti
| Anno | Titolo             | Album            | Artista         |
| ---- | ------------------ | ---------------- | --------------- |
| 2012 | Ghetto Baby        | A Million Lights | Cheryl Cole     |
| 2016 | Party Monster      | Starboy          | The Weeknd      |
| 2018 | Loaded             | Coup de Grace    | Miles Kane      |
| 2018 | Living with Myself | Rare Birds       | Jonathan Wilson |